# Hipismo nos Jogos Olímpicos de Verão de 1928
O hipismo nos Jogos Olímpicos de Verão de 1928 foi realizado em Amsterdã, Países Baixos. Provas de adestramento, concurso completo de equitação e salto foram disputados, totalizando seis eventos.

## Adestramento individual
| Pos. | País           | Atleta          | Cavalo     |
| ---- | -------------- | --------------- | ---------- |
|      | Alemanha (GER) | Carl von Langen | Draufanger |
|      | França (FRA)   | Charles Marion  | Linon      |
|      | Suécia (SWE)   | Olson Ragnar    | Gunstling  |

## Adestramento por equipes
| Pos. | País                | Atleta                                                | Cavalo                          |
| ---- | ------------------- | ----------------------------------------------------- | ------------------------------- |
|      | Alemanha (GER)      | Eugen von Lotzbeck Hermann Linkenbach Carl von Langen | Caracalla Gimpel Draufgänger    |
|      | Suécia (SWE)        | Carl Bonde Janne Lundblad Ragnar Olson                | Ingo Blackmar Günstling         |
|      | Países Baixos (NED) | Jan van Reede Pierre Versteegh Gerard Le Heux         | Hans His Excellence II Valérine |

## CCE individual
| Pos. | País                | Atleta                     | Cavalo   |
| ---- | ------------------- | -------------------------- | -------- |
|      | Países Baixos (NED) | Charles Pahud de Mortanges | Marcroix |
|      | Países Baixos (NED) | Gerard de Kruijff          | Va-T'en  |
|      | Alemanha (GER)      | Bruno Neumann              | Ilja     |

## CCE por equipes
| Pos. | País                | Atleta                                                                    | Cavalo                         |
| ---- | ------------------- | ------------------------------------------------------------------------- | ------------------------------ |
|      | Países Baixos (NED) | Adolf van der Woort van Zijp Charles Pahud de Mortanges Garard de Kruijff | Silver Piece Marcroix Va-t' en |
|      | Noruega (NOR)       | Arthur Qvist Bjart Ording Wilhelm Johansen                                | Hidalgo And-Over Baby          |
|      | Polônia (POL)       | Józef Trenkwald Michał Antoniewicz Karol Rómmel                           | Lwi Pazur Moja Mila Donese     |

## Salto individual
| Pos. | País                 | Atleta               | Cavalo   |
| ---- | -------------------- | -------------------- | -------- |
|      | Checoslováquia (TCH) | František Ventura    | Eliot    |
|      | França (FRA)         | Pierre Bertran       | Papillon |
|      | Suíça (SUI)          | Charles-Gustave Kuhn | Pepita   |

## Salto por equipes
| Pos. | País          | Atleta                                                                | Cavalo                      |
| ---- | ------------- | --------------------------------------------------------------------- | --------------------------- |
|      | Espanha (ESP) | José Navarro-Morenés José Álvarez de Bohórquez Julio García Fernández | Zapatazo Zalamero Revistade |
|      | Polônia (POL) | Kazimierz Gzowski Kazimierz Szosland Michał Antoniewicz               | Mylord Alli Readglet        |
|      | Suécia (SWE)  | Karl Hansén Carl Björnstjerna Ernst Hallberg                          | Gerold Kornett Loke         |

## Quadro de medalhas do hipismo
| Ordem | País               | Medalha de ouro | Medalha de prata | Medalha de bronze | Total |
| ----- | ------------------ | --------------- | ---------------- | ----------------- | ----- |
| 1     | NED Países Baixos  | 2               | 1                | 1                 | 4     |
| 2     | GER Alemanha       | 2               | 0                | 1                 | 3     |
| 3     | TCH Checoslováquia | 1               | 0                | 0                 | 1     |
| 3     | ESP Espanha        | 1               | 0                | 0                 | 1     |
| 5     | FRA França         | 0               | 2                | 0                 | 2     |
| 6     | SWE Suécia         | 0               | 1                | 2                 | 3     |
| 7     | POL Polônia        | 0               | 1                | 1                 | 2     |
| 8     | NOR Noruega        | 0               | 1                | 0                 | 1     |
| 9     | SUI Suíça          | 0               | 0                | 1                 | 1     |

## Referência
(em inglês) Relatório oficial dos Jogos Olímpicos de Amsterdã 1928